# Condado de Washington (Illinois)
El condado de Washington es un condado estadounidense  en el estado de Illinois. Según el censo de los Estados Unidos del 2000 su población es de 15 148 habitantes. La cabecera del condado es Nashville.

## Geografía
Según la Oficina del Censo de los Estados Unidos, el condado tiene un área total de 1461 km² (564 millas²), de las que 1457 km² (563 mi²) son de tierra y 4 km² (2 mi²) son de agua.

### Colindancias
- Condado de Clinton - norte
- Condado de Marion - noroeste
- Condado de Jefferson - este
- Condado de Perry - sur
- Condado de Randolph - suroeste
- Condado de St. Clair - oeste

## Historia
El Condado de Washington se separó del Condado de St. Clair en 1818. Su nombre es en honor de George Washington, el primer presidente de los Estados Unidos. 

## Demografía
Según el censo del año 2000, hay 15 148 personas, 5848 cabezas de familia, y 4239 familias que residen en el condado. La densidad de población es de 10 hab/km² (27 hab/mi²). La composición racial tiene:
- 97.87% Blancos (No hispanos)
- 0.71% Hispanos (Todos los tipos)
- 0.22% Negros o Negros Americanos (No hispanos)
- 0.13% Otras razas (No hispanos)
- 0.18% Asiáticos (No hispanos)
- 0.52% Mestizos (No hispanos)
- 0.20% Nativos Americanos (No hispanos)
- 0.03% Isleños (No hispanos)

Hay 5848 cabezas de familia, de los cuales el 33.50 % tienen menores de 18 años viviendo con ellos, el 61.70 % son parejas casadas viviendo juntas, el 7.10 % son mujeres que forman una familia monoparental (sin cónyuge), y 27.50% no son familias. El tamaño promedio de una familia es de 3.02 miembros.
En el condado el 25.30% de la población tiene menos de 18 años, el 7.60% tiene de 18 a 24 años, el 27.30% tiene de 25 a 44, el 23.00% de 45 a 64, y el 16.70% son mayores de 65 años. La edad media es de 39 años. Por cada 100 mujeres hay 97.60 hombres. Por cada 100 mujeres mayores de 18 años hay 95.50 hombres.
Tabla de la evolución demográfica:
|       | 1900   | 1910   | 1920   | 1930   | 1940   | 1950   | 1960   | 1970   | 1980   | 1990   | 2000   |
| ----- | ------ | ------ | ------ | ------ | ------ | ------ | ------ | ------ | ------ | ------ | ------ |
| TOTAL | 19 526 | 18 759 | 18 035 | 16 286 | 15 801 | 14 460 | 13 569 | 13 780 | 15 472 | 14 965 | 15 148 |

## Economía
Los ingresos medios de un cabeza de familia el condado es de $40 932 y el ingreso medio familiar es $48 433. Los hombres tienen unos ingresos medios de $32 209 frente a $22 151 de las mujeres. El ingreso per cápita del condado es de $19 108. El 6% de la población y el 3.70% de las familias están debajo de la línea de pobreza. Del total de gente en esta situación, 6% tienen menos de 18 y el 8.70% tienen 65 años o más.

## Ciudades y pueblos
| - Addieville - Ashley - Centralia - Du Bois - Hoyleton | - Irvington - Nashville - New Minden - Oakdale - Okawville | - Radom - Richview - Venedy - Wamac - Du Bois | - Elkton - Huegely - Todds Mill |

## Sitios de interés
| - Lago Calamus - Lago Grewe - Lago Clear - Lago Halfmoon - Lago Shady | - Lago Ashley - Iglesia de Santa Bárbara - Iglesia de San Antonio - Iglesia de San Pedro - Iglesia de Cristo |